# Pulcheria (cesarzowa)
Pulcheria, Aelia Pulcheria (ur. 19 stycznia 399 w Konstantynopolu, zm. w czerwcu lub lipcu 453 tamże) – święta Kościoła katolickiego i prawosławnego, córka cesarza wschodniorzymskiego Arkadiusza i cesarzowej Aelii Eudoksji, przeciwniczka monofizytyzmu i nestorianizmu, opisywana jako dobrodziejka Kościoła i ubogich. W latach 450–453 była cesarzową, jako żona Marcjana.

## Życiorys
Była starszą siostrą Teodozjusza II i kiedy w 408 jej brat został cesarzem, Pulcheria zyskała duży wpływ na jego decyzje. Aby nikt nie zmusił jej do małżeństwa, złożyła śluby dziewictwa (czystości). Przed 416 Teodozjusz przejął pełnię władzy, ale w dalszym ciągu pozostał pod wpływem Pulcherii i w 414 proklamował ją cesarzową. Pulcheria razem z bratem usunęła wszystkich niechrześcijan z urzędów publicznych – sama będąc żarliwą chrześcijanką, przekonała do swojej wiary swojego brata i jego żonę, Atenię Eudokię. W 421 pod wpływem siostry, Teodozjusz wypowiedział wojnę Persji, dlatego że Persowie prześladowali chrześcijan. Pulcheria potępiała zarówno arianizm jak i nestorianizm, który był łagodniejszą formą arianizmu. Teodozjusz początkowo wspierał arcybiskupa Nestoriusza, ale Pulcheria z pomocą arcybiskupa Cyryla z Aleksandrii przekonała go, aby powrócił na łono Kościoła. Nestoriusz został wygnany w 435, a Pulcheria przekonała jeszcze brata, aby wypędził Żydów i zniszczył ich synagogi w Konstantynopolu. Pod wpływem św. Cyryla zwalczała nestorianizm i doprowadziła do zwołania IV Soboru Powszechnego w Chalcedonie w 451 roku, na którym definitywnie i ostatecznie potępiono nauki Nestoriusza. Była pierwszą kobietą uczestniczącą u boku męża w posiedzeniu soborowym.
Wykorzystując wpływy Ateny św. Pulcheria wybudowała cztery kościoły i przyczyniła się do rozwoju kultu Czterdziestu męczenników z Sebasty.
W 441 eunuch Chrysafius przekonał Teodozjusza, aby odprawił Pulcherię, a on sam zajął jej miejsce – nie cieszył się jednak takimi względami u cesarza jak Pulcheria. 
Pulcheria została zakonnicą, pozwolono jej wrócić na dwór cesarski w 450, kiedy Teodozjusz zmarł. Pulcheria poślubiła jednego z generałów – Marcjana – i ogłosiła, że jej brat przed śmiercią wyznaczył Marcjana na swojego następcę. Decyzja ta została podjęta w porozumieniu z innym rzymskim generałem - Asparem. Chciano bowiem uniknąć wysunięcia roszczeń do tronu Konstantynopola przez zachodniorzymskiego cesarza Walentyniana III, który w chwili śmierci Teodozjusza stawał się władcą całego Imperium. Działanie to okazało się sukcesem, a intronizacja Marcjana zapobiegła ponownemu zjednoczeniu się Imperium Rzymskiego.
Małżeństwo to nie zostało skonsumowane, bo Marcjan zaakceptował śluby Pulcherii (w chwili ślubu Pulcheria miała 51 lat, a Marcjan 58). Pulcheria została macochą córki Marcjana – Aelii Marcii Eufemii. Marcjan kazał zabić Chrysafiusa.
Pulcheria zmarła mając 53 lata. W testamencie zapisała cały swój majątek ubogim. Pochowano ją w kościele Świętych Apostołów.

## Kult
Jej wspomnienie liturgiczne w Kościele katolickim obchodzone jest 10 września za Martyrologium Rzymskim.
Kościół prawosławny wspomina świętą cesarzową 10/23 września, tj. 23 września według kalendarza gregoriańskiego.
W ikonografii św. Pulcheria przedstawiana jest w zdobionym stroju cesarskim z koroną na głowie. W dłoni trzyma zazwyczaj model kościoła.